# Søren Nielsen (Handelsverwalter)
Søren Nielsen (* 18. April 1861 in Kopenhagen; † 24. April 1932 in Tasiusaq) war ein dänischer Kaufmann.

## Leben
Søren Nielsen war der Sohn des Arbeiters Jens Nielsen und seiner Frau Caroline Jensdatter. Er wurde zum Böttcher ausgebildet und kam 1881 im Alter von rund 20 Jahren nach Grönland, wo er in Appat angestellt wurde. Am 29. April 1884 heiratete er in Ilulissat Dorthe Jacobine Petrine Susanne Pjetursson (1866–?), Tochter des isländischen Bootsführers Guðbrandur Pétursson (um 1830–1889) und der Grönländerin Antonie Ane Inger Schultz (1842–1890). Aus der Ehe gingen vier Kinder hervor: Anna Karen Karoline (1885–?), Jens Kristian Johan Gudbrand (1887–?), Hans Peter Henrik Julius (1891–?) und Inger Antonette Jakobine Josefine (1894–?). Er war erst Udstedsverwalter in Ujarasussuk und wurde 1885 nach Kitsissuarsuit versetzt. 1898 wurde er weit in den Norden nach Tasiusaq versetzt. Das Ehepaar Nielsen galt im ganzen Kolonialdistrikt als ausgezeichneter Gastgeber für Besuchende. Søren Nielsen verließ Grönland nur noch einmal, nämlich als er zum Mitglied der Grønlandskommission von 1920/21 ernannt wurde. Nach seiner Rückkehr wurde er für seine Kommissionsmitarbeit am 14. Juli 1921 während des ersten königlichen Besuchs in Grönland zum Dannebrogsmand ernannt. Im Alter wurde er pensioniert, blieb aber in Grönland wohnen und starb 1932 kurz nach seinem 71. Geburtstag an einem Herzinfarkt. Seine beiden Söhne wurden auch Udstedsverwalter und saßen zudem im Landesrat.